# Zhao Cunlin
Zhao Cunlin (né le 20 mai 1965) est un athlète chinois, spécialiste du sprint.

## Biographie
Il remporte les médailles d'or du 200 m et du relais 4 × 100 m lors des championnats d'Asie 1991, à Kuala Lumpur. Il s'impose par ailleurs sur 4 × 100 m lors des Jeux asiatiques de 1990.

### Palmarès
| Date | Compétition         | Lieu         | Résultat | Épreuve   | Performance |
| ---- | ------------------- | ------------ | -------- | --------- | ----------- |
| 1989 | Championnats d'Asie | New Delhi    | 3e       | 400 m     | 46 s 68     |
| 1990 | Jeux asiatiques     | Pékin        | 3e       | 200 m     | 21 s 28     |
| 1990 | Jeux asiatiques     | Pékin        | 1er      | 4 × 100 m | 38 s 99     |
| 1991 | Championnats d'Asie | Kuala Lumpur | 1er      | 200 m     | 20 s 75     |
| 1991 | Championnats d'Asie | Kuala Lumpur | 1er      | 4 × 100 m | 39 s 20     |
| 1993 | Championnats d'Asie | Manille      | 3e       | 200 m     | 21 s 07     |

### Records
| Épreuve | Performance | Lieu    | Date        |
| ------- | ----------- | ------- | ----------- |
| 200 m   | 20 s 69     | Nanjing | 19 mai 1992 |